# Hans Haehnle
Hans Haehnle (né le 29 juillet 1838 à Giengen an der Brenz et mort le 5 juillet 1909 à Stuttgart) est un entrepreneur et homme politique wurtembergeois. Il est plusieurs fois député du Reichstag et citoyen d'honneur de la ville de Giengen.

## Biographie
Haehnle complète sa formation professionnelle avec le maître teinturier Hefelen à Giengen. En Autriche, il apprend à connaître la production de feutre, qui a des avantages par rapport à la fabrication nationale de tissus. À Giengen, il fonde sa propre entreprise de fabrication de feutre.
Plus tard, il achète des usines de papier à Gerschweiler et Hörbranz (Autriche) et en 1881 les usines de feutre d'Augsbourg, de Lambrecht et de Neidenfels. Il fonde la Vereinigte Filzfabriken (de), à laquelle la fabrique de feutre de Fulda est affiliée en 1882. En 1892, il fonde la Manufacture de Feutres de Reims pour éviter les droits de douane élevés pour les importations en France.
Haehnle est également charitable, entre autres, il construit des appartements sains pour les travailleurs - également à l'initiative de sa cousine Lina Hähnle (de), qui est mariée avec lui et qui fonde la Fédération pour la protection des oiseaux, dont le Naturschutzbund Deutschland est issu. Haehnle est fait citoyen d'honneur de la ville de Giengen en 1908 et sa veuve en 1930.
Il est membre de la chambre de commerce et d'industrie de Heidenheim, du conseil consultatif de l'Office central du commerce et du conseil consultatif de la Königlich Württembergischen Verkehrsanstalten. De février 1895 à novembre 1906, il est membre de la chambre des députés de Wurtemberg en représentant la circonscription de Heidenheim pour le Parti populaire.
De 1882 à 1884, de 1890 à 1893 et de 1895 à 1903, il est député du Reichstag en représentant la 14e circonscription de Wurtemberg (Ulm, Heidenheim, Geislingen (de)) pour le Parti populaire allemand. En 1882 et 1895, il est élu lors d'une élection partielle après que les précédentes élections sont déclarées invalides.